# 前田涼子
前田 涼子（まえだ りょうこ、8月8日 - ）は、東京都西東京市出身のピアニスト。

## 略歴
東京都立芸術高等学校音楽科卒業。
フェリス女学院大学音楽学部楽理学科作曲専攻卒。
ピアノを宮津まり子、江端津也子、佐野川延子、松本明、矢沢朋子、三宅榛名に、作曲を三宅榛名、伊藤弘之、岡島雅興に師事。 
高校時代の同級生と「Ange de Musique」を結成後、演奏活動を始める。
現在は、ピアノ講師をする傍ら、色々なユニットとの共演や作曲、舞台演奏などで活躍中。

## 受賞・公演
- 2004年、「万里の長城杯」国際音楽コンクールにて奨励賞受賞
- 2005年、「Ange de Musique」にて文化庁主催事業に参加
- 2006年、「Ange de Musique」横浜国際音楽コンクール・アンサンブル部門で第三位
- 2007年、東京国際フォーラム主催「ハルモニア音楽コンクール」にてフレンズ賞受賞(自身のアレンジメント)
- 2008年、ミュージカル俳優・光枝明彦のCD発売記念ライブに出演
- 2008年,2010年、東京国際フォーラム主催ラ・フォル・ジュルネ・オ・ジャポン 「熱狂の日」音楽祭 に出演

## 舞台演奏
- 2006年,2007年、劇作家・井上ひさしの劇団「こまつ座」公演「紙屋町さくらホテル」に出演
- 2008年,2009年、女優・五大路子の劇団「横浜夢座」公演「赤い靴の少女」に出演